# Witold Łaszczyński

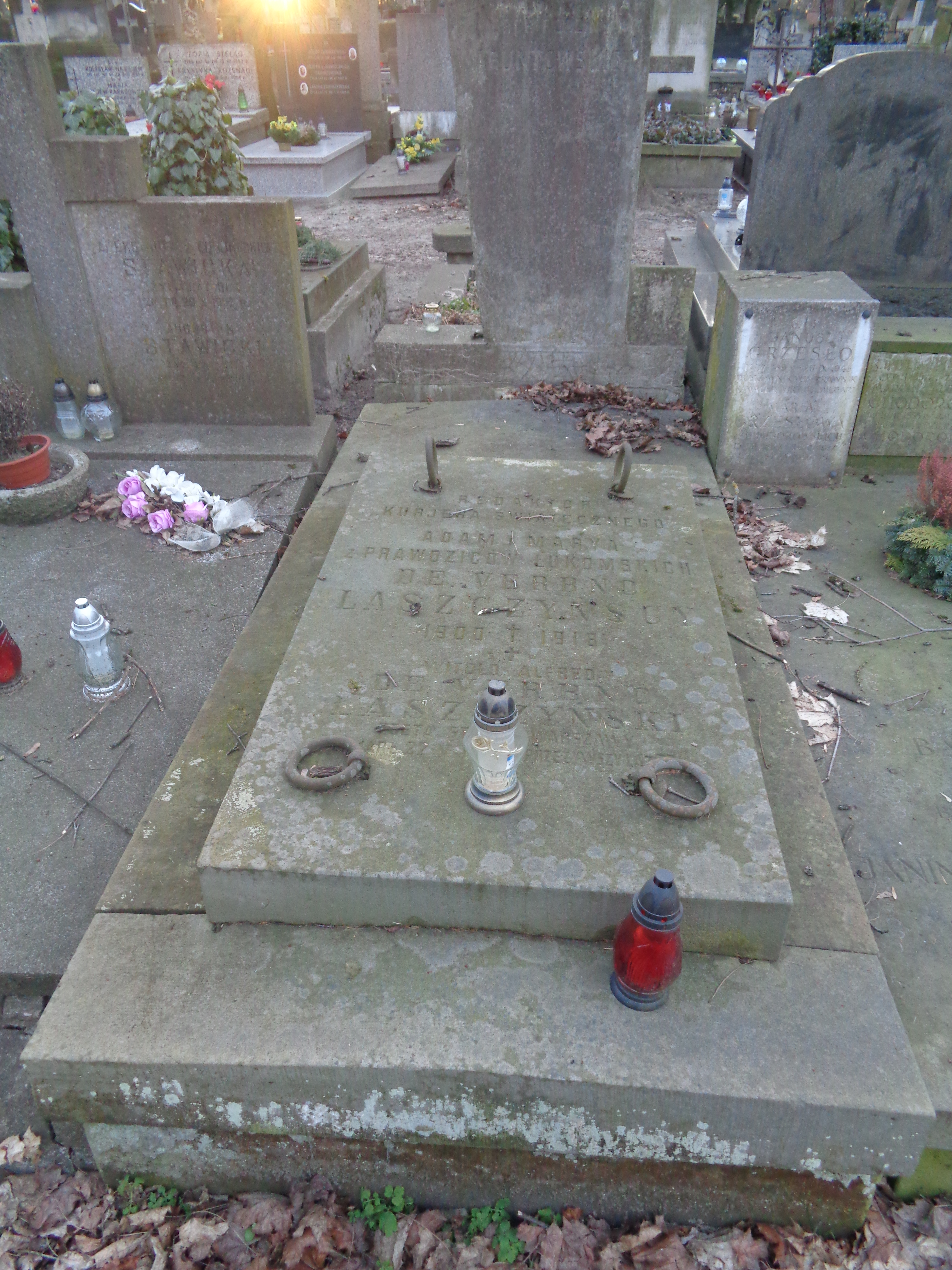
Nagrobek Witolda Łaszczyńskiego na Cmentarzu Powązkowskim

Witold Alfred Łaszczyński, pseudonim „Alf” (ur. 22 lipca 1872 w Warszawie, zm. 22 maja 1949 w Pruszkowie) – poeta, literat, tłumacz, dramaturg.

## Życiorys
Syn Adama Stanisława (redaktora "Kuriera Świątecznego") i Marii z Prawdzic-Łukomskich. Uczestnik spotkań literackich w salonie Deotymy, był jednym z jej faworytów; współpracownik warszawskiej prasy (m.in. "Wędrowca", "Prawdy", "Tygodnika Polskiego"). W latach 1891–1893 był redaktorem tajnego tygodnika "Młody Świat", a od 1902 do 1906 redaktorem czasopisma "Nasze Kłosy". Był członkiem zarządu Młodej Polski, Zrzeszenia Beletrystów, Towarzystwa Literatów i Dziennikarzy oraz członkiem komitetu Kasy Literatów.
Podczas zaborów organizował przedstawienia patriotyczne (m.in. "Leszek Biały", "Kacper Karliński", "Wyrok Jana Kazimierza", "Obrona Częstochowy", "Emigracja chłopska w Warszawie", "Mazepa"), które były wystawiane m.in. w Warszawie, Siedlcach, Sochaczewie, Ciechanowie, Czerwińsku. W 1906 Łaszczyński założył i kierował Teatrem Młodzieży Pracy, przekształconym w Towarzystwo Teatralne Warszawskie im. Wojciecha Bogusławskiego. Z jego inicjatywy wystawiono sztuki popularne i cieszące się dużym powodzeniem, jak "Majster i czeladnik" Korzeniowskiego oraz "Błażek opętany" Władysława Ludwika Anczyca. Później Łaszczyński jako prezes, dyrektor i reżyser wystawiał we wszystkich teatrach warszawskich (a szczególnie Letnim w Ogrodzie Saskim, w Dolinie Szwajcarskiej, w Bagateli, na Dynasach) sztuki polskich autorów m.in. Słowackiego, Syrokomli, "Obronę Częstochowy" Bośniackiej, "Karpackich Górali" Korzeniowskiego, komedie Fredry "Damy i Huzary", "Śluby panieńskie" i inne. Pod dyrekcją Łaszczyńskiego wystawiono ponad pięćset przedstawień i zagrano około 100 koncertów. Teatry kierowane przez Łaszczyńskiego nie korzystały z żadnych zapomóg i pomocy, były samowystarczalne, a bilety łatwo dostępne dla młodzieży i ludzi pracy.
Był założycielem i dyrektorem Towarzystwa Teatralnego Warszawskiego im. W. Bogusławskiego; autor m.in. poematu "Dzień Zaduszny" (poezje t. 1 1899), "Aria z Halki" (komedia wierszem, 1899), "Warszawa", "Wierzba Kościuszki" (wiersze, 1921), "Wajdelota – pieśń o szczęściu" (poemat dramatyczny, 1923), wiersze "Dzwony w Londynie", "Prorok", "Poezje", "Wysoki próg" (poezje, 1932) – zbiór wierszy wydany z okazji XXXV-lecia pracy literackiej, artystycznej i społecznej poety). Był także autorem kilkudziesięciu wierszowanych sylwetek wybitnych i popularnych wówczas postaci warszawskich (w rękopisie); tłumaczył m.in. z Marią Konopnicką i W. Zagórskim komedię Edmonda Rostanda "Cyrano de Bergerac" i inne dzieła Goethego, Schillera i innych. Pisał wiersze tzw. okolicznościowe z okazji rocznicy np. "Powrotu ks. Józefa Poniatowskiego", "Zdobycia Warszawy przez Niemców" (3 sierpnia 1915), uczczenia zasług rycerzy polskich w dzień zaduszny, wejścia posłów polskich do Dumy Rosyjskiej, odezwy W.Ks. Mikołaja Mikołajewicza do Polaków, cenzury niemieckiej i rosyjskiej, odzyskania Śląska, zasług Francji i gen. Focha dla odzyskania niepodległości Polski, budowy wieży Eiffla w Paryżu.
Odznaczony został Krzyżem Zasługi.
Został pochowany w grobie rodzinnym na Starych Powązkach w Warszawie (kwatera 243-5-5).
Spuścizna literacka po Witoldzie Łaszczyńskim znajduje się w Muzeum Historycznym m.st. Warszawy.